# Jabloňov
Jabloňov är en ort i Tjeckien.   Den ligger i regionen Vysočina, i den centrala delen av landet, 150 km sydost om huvudstaden Prag. Jabloňov ligger 496 meter över havet och antalet invånare är 326.
Terrängen runt Jabloňov är lite kuperad.Runt Jabloňov är det ganska tätbefolkat, med 134 invånare per kvadratkilometer. Närmaste större samhälle är Třebíč, 19,3 km sydväst om Jabloňov. Trakten runt Jabloňov består till största delen av jordbruksmark.